# Brug 688
Brug 688 is een kunstwerk in Amsterdam Nieuw-West. Hoewel genummerd als brug, is zij een viaduct.
Het bouwwerk is gelegen in de Cornelis Lelylaan, deel van Stadsroute 106, en verbindt de Johan Jongkindstraat met de Schipluidenlaan. De Cornelis Lelylaan werd in 1961/1962 verhoogd aangelegd om een geheel kruisingsvrije weg te verkrijgen tussen het Surinameplein en de Westelijke Tuinsteden. Daartoe werd de weg op een dijklichaam aangelegd en werden er tot het eind bij Meer en Vaart tien kunstwerken gebouwd, waaronder een van de grootste viaducten van Amsterdam destijds, brug 705 over de Johan Huizingalaan.
De straat onder het viaduct droeg destijds geen naam, maar kreeg in 1963 de naam Nachtwachtlaan, naar het beroemde schilderij De Nachtwacht van Rembrandt van Rijn, waar hier in de buurt het Rembrandtpark naar vernoemd is.
Op 14 juli 1962 opende mevrouw Didi van 't Hull-Ras, echtgenote van Wethouder Publieke Werken Goos van 't Hull de Cornelis Lelylaan. Het ontwerp van de bruggen was van de Dienst der Publieke Werken. De ontwerper van de brug is niet bekend, maar het viaduct vertoont in haar uiterlijk veel overeenkomsten met brug 705 waarvan bekend is dat zij van de hand is van Dirk Sterenberg. De toenmalige stijl van de dienst is terug te vinden in het witte/blanke beton met daarop blauwe leuningen in een strak rechthoekig motief. De 'kale' overspanning bedraagt circa 18 meter, de lengte van de onderdoorgang bedraagt circa 39 meter.
Ten noorden van het viaduct staat een kantoorkolos, genaamd Ringpark.
<<< · 600 · 601 · 602 · 603 · 604 · 605 · 606 · 607 · 608 · 609 · 610 · 611 · 612 · 613 · 614 · 615 · 616 · 617 · 618 · 619 · 620 · 621 · 622 · 623 · 624 · 626 · 627 · 628 · 629 · 630 · 631 · 632 · 633 · 634 · 635 · 636 · 637 · 638 · 639 · 643 · 651 · 652 · 653 · 655 · 656 · 657 · 658 · 659 · 660 · 661 · 662 · 663 · 664 · 665 · 666 · 667 · 668 · 669 · 670 · 671 · 673 · 674 · 675 · 676 · 677 · 678 · 679 · 681 · 682 · 683 · 684 · 685 · 687 · 688 · 689 · 690 · 691 · 692 · 695 · 696 · 699 · >>>
Verdwenen brugnummers: 625 (afgebroken brug Sam van Houtenstraat), 640, 644, 645, 646, 647, 648, 650, 672 (duiker Cornelis Lelylaan, Rembrandtpark), 694, 698.
Nooit gebouwd: 649, 680 (nooit gebouwde brug Sloterplas).
Brugnummers 641, 642, 654, 686, 693, 694 en 697 zijn onbekend.